# Clásico de Villa Crespo
El Clásico de Villa Crespo es la denominación de un partido de fútbol argentino que enfrenta a Atlanta (los Bohemios) y a Chacarita Juniors (los Funebreros) ambos de Villa Crespo (aunque el estadio de Chacarita se encuentra actualmente en la localidad de Villa Maipú).

## Historia
Atlanta - Chacarita Juniors es uno de los clásicos más tradicionales del fútbol de Argentina: con 94 partidos oficiales de Primera División, este enfrentamiento se remonta al año 1927.
Durante más de dos décadas (entre 1924 y 1944) compartieron una muy cercana vecindad que derivó en una rivalidad deportiva.
Sus canchas estaban casi pegadas (la de Atlanta estaba en la calle Humboldt 470 y la de Chacarita en el 345 de la misma calle), separadas apenas por una medianera (1932 - 1944).
El primer enfrentamiento oficial ocurrió el 13 de noviembre de 1927 siendo 2 a 0 el resultado a favor de los Funebreros. Atlanta logró su primera victoria recién en 1930: 1 a 0 de visitante.
El primer encuentro del profesionalismo lo ganó Atlanta. El partido se disputó el 4 de junio de 1931 finalizando el partido 3 a 1, siendo los goleadores del vencedor José María Casullo (2) y Guido Baztarrica.

## Estadísticas

### Detalle de los partidos
| Época                 | PJ  | A  | C  | E  | GA  | GC  |
| --------------------- | --- | -- | -- | -- | --- | --- |
| Total Profesionalismo | 136 | 35 | 57 | 44 | 150 | 199 |
| Total Amateurismo     | 3   | 1  | 2  | 0  | 1   | 5   |
| Total Oficial         | 139 | 36 | 59 | 44 | 151 | 204 |
| Por División          |     |    |    |    |     |     |
| División              | PJ  | A  | C  | E  | GA  | GC  |
| Primera División      | 100 | 30 | 45 | 25 | 120 | 159 |
| Segunda División      | 23  | 5  | 6  | 12 | 23  | 26  |
| Tercera División      | 14  | 1  | 7  | 6  | 7   | 17  |
| Copas Nacionales      | 2   | 0  | 1  | 1  | 1   | 2   |
| Por Decenio           |     |    |    |    |     |     |
| Decenio               | PJ  | A  | C  | E  | GA  | GC  |
| 1920-1929             | 2   | 0  | 2  | 0  | 0   | 5   |
| 1930-1939             | 20  | 6  | 9  | 5  | 27  | 39  |
| 1940-1949             | 17  | 6  | 8  | 3  | 27  | 35  |
| 1950-1959             | 6   | 2  | 4  | 0  | 10  | 18  |
| 1960-1969             | 22  | 5  | 9  | 8  | 24  | 24  |
| 1970-1979             | 33  | 10 | 13 | 10 | 32  | 38  |
| 1980-1989             | 8   | 4  | 3  | 1  | 9   | 9   |
| 1990-1999             | 18  | 1  | 6  | 11 | 15  | 23  |
| 2000-2009             | 0   | 0  | 0  | 0  | 0   | 0   |
| 2010-2019             | 8   | 1  | 3  | 4  | 4   | 7   |
| 2020-2029             | 5   | 1  | 2  | 2  | 3   | 6   |

| PJ: Partidos Jugados           |
| A: Ganador Atlanta             |
| C: Ganador Chacarita Juniors   |
| E: Empate                      |
| GA: Goles de Atlanta           |
| GC: Goles de Chacarita Juniors |

Notas
En total son 139 partidos. Se consideran oficiales por Campeonatos y dos por Copas oficiales, incluidos los dos de 1934, en que Atlanta y Argentinos Juniors estuvieron fusionados hasta la 25ª fecha, y uno de 1940 que no se jugó pero en el que Atlanta ganó los puntos por desafiliación de Chacarita.
El término decenio se usa para designar el período de diez años. En cuanto a una década, cada una comienza en un año acabado en 1 y termina en un año acabado en 0.

### Máximos goleadores
El máximo goleador del clásico es Carlos García Cambón quien convirtió 8 goles para Chacarita.
| Jugador              | Equipo            | Goles |
| -------------------- | ----------------- | ----- |
| Carlos García Cambón | Chacarita Juniors | 8     |
| Luciano Agnolín      | Atlanta           | 7     |
| Enrique Esquide      | Chacarita Juniors | 6     |
| Sebastián Astudillo  | Chacarita Juniors | 5     |
| Jorge Ribolzi        | Atlanta           | 5     |

### Máximas presencias
El líder en máximas presencias es Isaac López de Chacarita Juniors con 20 partidos.
| Jugador               | Equipo                      | Partidos |
| --------------------- | --------------------------- | -------- |
| Isaac López           | Chacarita Juniors           | 20       |
| Juan Carlos Puntorero | Atlanta y Chacarita Juniors | 18       |
| Franco Frassoldati    | Chacarita Juniors           | 18       |
| Carlos García Cambón  | Chacarita Juniors           | 17       |
| Santiago Rico         | Atlanta                     | 16       |

## Partidos oficiales
| Todos los enfrentamientos | Todos los enfrentamientos                        | Todos los enfrentamientos | Todos los enfrentamientos | Todos los enfrentamientos | Todos los enfrentamientos | Todos los enfrentamientos |
| #                         | Marco                                            | Fecha                     | Local                     | Local                     | Visitante                 | Visitante                 |
| ------------------------- | ------------------------------------------------ | ------------------------- | ------------------------- | ------------------------- | ------------------------- | ------------------------- |
| 1                         | Campeonato 1927 - Fecha 30                       | 13/11/1927                | Chacarita                 | 2                         | 0                         | Atlanta                   |
| 2                         | Campeonato 1928 - Fecha 35                       | 30/06/1928                | Atlanta                   | 0                         | 3                         | Chacarita                 |
| 3                         | Campeonato 1930 - Fecha 23                       | 09/11/1930                | Chacarita                 | 0                         | 1                         | Atlanta                   |
| 4                         | Campeonato 1931 - Fecha 2                        | 04/06/1931                | Chacarita                 | 1                         | 3                         | Atlanta                   |
| 5                         | Campeonato 1931 - Fecha 19                       | 04/10/1931                | Atlanta                   | 1                         | 5                         | Chacarita                 |
| 6                         | Campeonato 1932 - Fecha 4                        | 10/04/1932                | Chacarita                 | 4                         | 0                         | Atlanta                   |
| 7                         | Campeonato 1932 - Fecha 21                       | 15/08/1932                | Atlanta                   | 1                         | 3                         | Chacarita                 |
| 8                         | Copa de Honor 1932 - Fase de grupos              | 25/12/1932                | Chacarita                 | 1                         | 1                         | Atlanta                   |
| 9                         | Campeonato 1933 - Fecha 9                        | 07/05/1933                | Chacarita                 | 1                         | 3                         | Atlanta                   |
| 10                        | Campeonato 1933 - Fecha 26                       | 24/09/1933                | Atlanta                   | 1                         | 2                         | Chacarita                 |
| 11                        | Campeonato 1934 - Fecha 1                        | 18/03/1934                | Atlanta-AAAJ              | 1                         | 2                         | Chacarita                 |
| 12                        | Campeonato 1934 - Fecha 14                       | 01/07/1934                | Chacarita                 | 1                         | 0                         | Atlanta-AAAJ              |
| 13                        | Campeonato 1935 - Fecha 1                        | 17/03/1935                | Chacarita                 | 3                         | 0                         | Atlanta                   |
| 14                        | Campeonato 1935 - Fecha 18                       | 04/08/1935                | Atlanta                   | 2                         | 1                         | Chacarita                 |
| 15                        | Campeonato 1936 - Fecha 10                       | 07/06/1936                | Atlanta                   | 2                         | 2                         | Chacarita                 |
| 16                        | Campeonato 1936 - Fecha 10                       | 01/11/1936                | Chacarita                 | 3                         | 1                         | Atlanta                   |
| 17                        | Campeonato 1937 - Fecha 3                        | 18/04/1937                | Chacarita                 | 1                         | 1                         | Atlanta                   |
| 18                        | Campeonato 1937 - Fecha 21                       | 12/09/1937                | Atlanta                   | 1                         | 0                         | Chacarita                 |
| 19                        | Campeonato 1938 - Fecha 16                       | 14/08/1938                | Atlanta                   | 5                         | 3                         | Chacarita                 |
| 20                        | Campeonato 1938 - Fecha 33                       | 11/12/1938                | Chacarita                 | 2                         | 2                         | Atlanta                   |
| 21                        | Campeonato 1939 - Fecha 2                        | 26/03/1939                | Atlanta                   | 0                         | 3                         | Chacarita                 |
| 22                        | Campeonato 1939 - Fecha 19                       | 30/07/1939                | Chacarita                 | 1                         | 1                         | Atlanta                   |
| 23                        | Campeonato 1940 - Primera ronda - Fecha 7        | 19/05/1940                | Atlanta                   | 1                         | 6                         | Chacarita                 |
| 24                        | Campeonato 1940 - Segunda ronda - Fecha 7        | 06/10/1940                | Atlanta                   | GP                        | PP                        | Chacarita                 |
| 25                        | Campeonato 1942 - Fecha 6                        | 17/05/1942                | Chacarita                 | 2                         | 2                         | Atlanta                   |
| 26                        | Campeonato 1942 - Fecha 21                       | 20/09/1942                | Atlanta                   | 3                         | 1                         | Chacarita                 |
| 27                        | Campeonato 1943 - Fecha 2                        | 25/04/1943                | Atlanta                   | 2                         | 1                         | Chacarita                 |
| 28                        | Campeonato 1943 - Fecha 17                       | 29/08/1943                | Chacarita                 | 2                         | 1                         | Atlanta                   |
| 29                        | Copa Británica 1944 - 8° de final                | 09/04/1944                | Chacarita                 | 1                         | 0                         | Atlanta                   |
| 30                        | Campeonato 1944 - Fecha 15                       | 30/07/1944                | Chacarita                 | 2                         | 2                         | Atlanta                   |
| 31                        | Campeonato 1944 - Fecha 30                       | 26/11/1944                | Atlanta                   | 7                         | 2                         | Chacarita                 |
| 32                        | Campeonato 1945 - Fecha 1                        | 22/04/1945                | Chacarita                 | 2                         | 1                         | Atlanta                   |
| 33                        | Campeonato 1945 - Fecha 16                       | 19/08/1945                | Atlanta                   | 3                         | 1                         | Chacarita                 |
| 34                        | Campeonato 1946 - Fecha 2                        | 05/05/1946                | Chacarita                 | 3                         | 1                         | Atlanta                   |
| 35                        | Campeonato 1946 - Fecha 17                       | 01/09/1946                | Atlanta                   | 1                         | 1                         | Chacarita                 |
| 36                        | Campeonato 1947 - Fecha 11                       | 29/06/1947                | Chacarita                 | 4                         | 0                         | Atlanta                   |
| 37                        | Campeonato 1947 - Fecha 26                       | 19/10/1947                | Atlanta                   | 0                         | 4                         | Chacarita                 |
| 38                        | Campeonato 1949 - Fecha 5                        | 29/05/1949                | Atlanta                   | 2                         | 0                         | Chacarita                 |
| 39                        | Campeonato 1949 - Fecha 22                       | 18/09/1949                | Chacarita                 | 3                         | 1                         | Atlanta                   |
| 40                        | Campeonato 1950 - Fecha 16                       | 30/07/1950                | Atlanta                   | 1                         | 0                         | Chacarita                 |
| 41                        | Campeonato 1950 - Fecha 33                       | 19/11/1950                | Chacarita                 | 4                         | 1                         | Atlanta                   |
| 42                        | Campeonato 1951 - Fecha 5                        | 24/05/1951                | Chacarita                 | 3                         | 2                         | Atlanta                   |
| 43                        | Campeonato 1951 - Fecha 22                       | 02/09/1951                | Atlanta                   | 2                         | 1                         | Chacarita                 |
| 44                        | Campeonato 1952 - Fecha 14                       | 06/07/1952                | Chacarita                 | 5                         | 1                         | Atlanta                   |
| 45                        | Campeonato 1952 - Fecha 29                       | 26/11/1952                | Atlanta                   | 3                         | 5                         | Chacarita                 |
| 46                        | Campeonato 1960 - Fecha 12                       | 26/07/1960                | Atlanta                   | 2                         | 5                         | Chacarita                 |
| 47                        | Campeonato 1960 - Fecha 27                       | 12/11/1960                | Chacarita                 | 1                         | 1                         | Atlanta                   |
| 48                        | Campeonato 1961 - Fecha 1                        | 16/04/1961                | Atlanta                   | 2                         | 0                         | Chacarita                 |
| 49                        | Campeonato 1961 - Fecha 18                       | 17/09/1961                | Chacarita                 | 1                         | 0                         | Atlanta                   |
| 50                        | Campeonato 1962 - Fecha 6                        | 17/06/1962                | Atlanta                   | 0                         | 0                         | Chacarita                 |
| 51                        | Campeonato 1962 - Fecha 21                       | 14/10/1962                | Chacarita                 | 1                         | 2                         | Atlanta                   |
| 52                        | Campeonato 1963 - Fecha 9                        | 30/06/1963                | Chacarita                 | 0                         | 2                         | Atlanta                   |
| 53                        | Campeonato 1963 - Fecha 22                       | 27/10/1963                | Atlanta                   | 0                         | 0                         | Chacarita                 |
| 54                        | Campeonato 1964 - Fecha 2                        | 03/05/1964                | Atlanta                   | 1                         | 1                         | Chacarita                 |
| 55                        | Campeonato 1964 - Fecha 17                       | 05/09/1964                | Chacarita                 | 2                         | 1                         | Atlanta                   |
| 56                        | Campeonato 1965 - Fecha 8                        | 22/05/1965                | Atlanta                   | 0                         | 0                         | Chacarita                 |
| 57                        | Campeonato 1965 - Fecha 25                       | 31/10/1965                | Chacarita                 | 1                         | 1                         | Atlanta                   |
| 58                        | Campeonato 1966 - Fecha 8                        | 24/04/1966                | Chacarita                 | 1                         | 0                         | Atlanta                   |
| 59                        | Campeonato 1966 - Fecha 27                       | 11/09/1966                | Atlanta                   | 3                         | 0                         | Chacarita                 |
| 60                        | Metropolitano 1967 - Fecha Intergrupo            | 09/04/1967                | Atlanta                   | 3                         | 0                         | Chacarita                 |
| 61                        | Metropolitano 1967 - Fecha Intergrupo            | 25/06/1967                | Chacarita                 | 3                         | 2                         | Atlanta                   |
| 62                        | Nacional 1967 - Grupo Reclasificatorio           | 21/10/1967                | Chacarita                 | 0                         | 0                         | Atlanta                   |
| 63                        | Nacional 1967 - Grupo Reclasificatorio           | 23/12/1967                | Atlanta                   | 2                         | 3                         | Chacarita                 |
| 64                        | Metropolitano 1968 - Fecha Intergrupo            | 10/03/1968                | Atlanta                   | 0                         | 1                         | Chacarita                 |
| 65                        | Metropolitano 1968 - Fecha Intergrupo            | 26/05/1968                | Chacarita                 | 2                         | 1                         | Atlanta                   |
| 66                        | Metropolitano 1969 - Grupo A                     | 30/03/1969                | Atlanta                   | 1                         | 1                         | Chacarita                 |
| 67                        | Metropolitano 1969 - Grupo A                     | 01/06/1969                | Chacarita                 | 1                         | 0                         | Atlanta                   |
| 68                        | Metropolitano 1970 - Fecha 5                     | 12/04/1970                | Atlanta                   | 1                         | 1                         | Chacarita                 |
| 69                        | Nacional 1970 - Fecha Intergrupo                 | 27/09/1970                | Atlanta                   | 0                         | 1                         | Chacarita                 |
| 70                        | Nacional 1970 - Fecha Intergrupo                 | 15/11/1970                | Chacarita                 | 1                         | 0                         | Atlanta                   |
| 71                        | Metropolitano 1971 - Fecha 6                     | 28/03/1971                | Atlanta                   | 2                         | 3                         | Chacarita                 |
| 72                        | Metropolitano 1971 - Fecha 25                    | 27/06/1971                | Chacarita                 | 2                         | 1                         | Atlanta                   |
| 73                        | Nacional 1971 - Grupo B                          | 24/10/1971                | Atlanta                   | 2                         | 0                         | Chacarita                 |
| 74                        | Metropolitano 1972 - Fecha 12                    | 23/04/1972                | Chacarita                 | 4                         | 1                         | Atlanta                   |
| 75                        | Metropolitano 1972 - Fecha 29                    | 27/08/1972                | Atlanta                   | 0                         | 1                         | Chacarita                 |
| 76                        | Nacional 1972 - Fecha Intergrupo                 | 26/11/1972                | Atlanta                   | 1                         | 1                         | Chacarita                 |
| 77                        | Metropolitano 1973 - Fecha 7                     | 13/04/1973                | Chacarita                 | 0                         | 0                         | Atlanta                   |
| 78                        | Metropolitano 1973 - Fecha 24                    | 29/07/1973                | Atlanta                   | 0                         | 1                         | Chacarita                 |
| 79                        | Nacional 1973 - Fecha Intergrupo                 | 21/10/1973                | Chacarita                 | 1                         | 3                         | Atlanta                   |
| 80                        | Metropolitano 1974 - Fecha Intergrupo            | 10/03/1974                | Chacarita                 | 2                         | 5                         | Atlanta                   |
| 81                        | Metropolitano 1974 - Fecha Intergrupo            | 05/05/1974                | Atlanta                   | 2                         | 0                         | Chacarita                 |
| 82                        | Nacional 1974 - Fecha Intergrupo                 | 11/08/1974                | Chacarita                 | 3                         | 0                         | Atlanta                   |
| 83                        | Nacional 1974 - Fecha Intergrupo                 | 20/10/1974                | Atlanta                   | 2                         | 1                         | Chacarita                 |
| 84                        | Metropolitano 1975 - Fecha 11                    | 30/03/1975                | Atlanta                   | 1                         | 0                         | Chacarita                 |
| 85                        | Metropolitano 1975 - Fecha 30                    | 13/07/1975                | Chacarita                 | 1                         | 1                         | Atlanta                   |
| 86                        | Nacional 1975 - Fecha Intergrupo                 | 19/09/1975                | Atlanta                   | 2                         | 1                         | Chacarita                 |
| 87                        | Nacional 1975 - Fecha Intergrupo                 | 26/10/1975                | Chacarita                 | 2                         | 1                         | Atlanta                   |
| 88                        | Metropolitano 1976 - Fecha Intergrupo            | 17/03/1976                | Atlanta                   | 1                         | 0                         | Chacarita                 |
| 89                        | Metropolitano 1976 - Fecha Intergrupo            | 23/05/1976                | Chacarita                 | 3                         | 0                         | Atlanta                   |
| 90                        | Metropolitano 1976 - Grupo Descenso              | 04/07/1976                | Atlanta                   | 2                         | 0                         | Chacarita                 |
| 91                        | Nacional 1976 - Fecha Intergrupo                 | 26/09/1976                | Chacarita                 | 1                         | 1                         | Atlanta                   |
| 92                        | Nacional 1976 - Fecha Intergrupo                 | 14/11/1976                | Atlanta                   | 1                         | 1                         | Chacarita                 |
| 93                        | Metropolitano 1977 - Fecha 11                    | 04/05/1977                | Atlanta                   | 1                         | 0                         | Chacarita                 |
| 94                        | Metropolitano 1977 - Fecha 34                    | 02/10/1977                | Chacarita                 | 1                         | 0                         | Atlanta                   |
| 95                        | Metropolitano 1978 - Fecha 11                    | 26/04/1978                | Atlanta                   | 0                         | 0                         | Chacarita                 |
| 96                        | Metropolitano 1978 - Fecha 32                    | 20/09/1978                | Chacarita                 | 1                         | 1                         | Atlanta                   |
| 97                        | Metropolitano 1979 - Grupo B - Fecha 9           | 29/04/1979                | Chacarita                 | 0                         | 0                         | Atlanta                   |
| 98                        | Metropolitano 1979 - Grupo B - Fecha 18          | 15/07/1979                | Atlanta                   | 0                         | 0                         | Chacarita                 |
| 99                        | Metropolitano 1979 - Grupo Descenso - Fecha 1    | 22/07/1979                | Chacarita                 | 2                         | 0                         | Atlanta                   |
| 100                       | Metropolitano 1979 - Grupo Descenso - Fecha 4    | 12/08/1979                | Atlanta                   | 0                         | 3                         | Chacarita                 |
| 101                       | Primera B 1980 - Fecha 10                        | 03/05/1980                | Atlanta                   | 1                         | 0                         | Chacarita                 |
| 102                       | Primera B 1980 - Fecha 29                        | 13/09/1980                | Chacarita                 | 1                         | 2                         | Atlanta                   |
| 103                       | Primera B 1982 - Fecha 7                         | 20/03/1982                | Chacarita                 | 3                         | 2                         | Atlanta                   |
| 104                       | Primera B 1982 - Fecha 28                        | 15/08/1982                | Atlanta                   | 1                         | 2                         | Chacarita                 |
| 105                       | Primera B 1983 - Fecha 15                        | 28/05/1983                | Chacarita                 | 0                         | 0                         | Atlanta                   |
| 106                       | Primera B 1983 - Fecha 36                        | 15/10/1983                | Atlanta                   | 2                         | 1                         | Chacarita                 |
| 107                       | Metropolitano 1984 - Fecha 4                     | 22/04/1984                | Chacarita                 | 2                         | 0                         | Atlanta                   |
| 108                       | Metropolitano 1984 - Fecha 23                    | 23/09/1984                | Atlanta                   | 1                         | 0                         | Chacarita                 |
| 109                       | Primera B 89/90 - Fecha 3                        | 02/09/1989                | Atlanta                   | 0                         | 0                         | Chacarita                 |
| 110                       | Primera B 89/90 - Fecha 20                       | 23/12/1989                | Chacarita                 | 1                         | 1                         | Atlanta                   |
| 111                       | Primera B 91/92 - Fecha 13                       | 25/02/1992                | Chacarita                 | 3                         | 0                         | Atlanta                   |
| 112                       | Primera B 91/92 - Fecha 31                       | 21/03/1992                | Atlanta                   | 0                         | 2                         | Chacarita                 |
| 113                       | Primera B 92/93 - Fecha 15                       | 17/10/1992                | Atlanta                   | 0                         | 1                         | Chacarita                 |
| 114                       | Primera B 92/93 - Fecha 32                       | 10/04/1993                | Chacarita                 | 2                         | 2                         | Atlanta                   |
| 115                       | Primera B Apertura 93 - Fecha 3                  | 31/07/1993                | Chacarita                 | 2                         | 1                         | Atlanta                   |
| 116                       | Primera B Clausura 94 - Fecha 3                  | 27/11/1994                | Atlanta                   | 0                         | 0                         | Chacarita                 |
| 117                       | Nacional B Apertura 95 - Fecha 21                | 16/12/1995                | Chacarita                 | 0                         | 0                         | Atlanta                   |
| 118                       | Nacional B Clausura 96 - Fecha 21                | 18/05/1996                | Atlanta                   | 0                         | 0                         | Chacarita                 |
| 119                       | Nacional B 96/97 - Fecha Intergrupo              | 28/09/1996                | Chacarita                 | 1                         | 1                         | Atlanta                   |
| 120                       | Nacional B 96/97 - Fecha Intergrupo              | 16/11/1996                | Atlanta                   | 4                         | 4                         | Chacarita                 |
| 121                       | Nacional B 96/97 - Zona Permanencia - Fecha 8    | 23/03/1997                | Chacarita                 | 0                         | 1                         | Atlanta                   |
| 122                       | Nacional B 96/97 - Zona Permanencia - Fecha 17   | 24/05/1997                | Atlanta                   | 0                         | 0                         | Chacarita                 |
| 123                       | Nacional B 97/98 - Zona Metropolitana - Fecha 3  | 06/09/1997                | Chacarita                 | 3                         | 2                         | Atlanta                   |
| 124                       | Nacional B 97/98 - Zona Metropolitana - Fecha 18 | 03/02/1998                | Atlanta                   | 1                         | 2                         | Chacarita                 |
| 125                       | Nacional B 98/99 - Zona Metropolitana - Fecha 10 | 18/10/1998                | Atlanta                   | 0                         | 0                         | Chacarita                 |
| 126                       | Nacional B 98/99 - Zona Metropolitana - Fecha 27 | 17/04/1999                | Chacarita                 | 2                         | 2                         | Atlanta                   |
| 127                       | Nacional B 2011/12 - Fecha 5                     | 10/09/2011                | Atlanta                   | 0                         | 0                         | Chacarita                 |
| 128                       | Nacional B 2011/12 - Fecha 24                    | 11/03/2012                | Chacarita                 | 1                         | 1                         | Atlanta                   |
| 129                       | Primera B 2012/13 - Fecha 2                      | 25/09/2012                | Chacarita                 | 0                         | 0                         | Atlanta                   |
| 130                       | Primera B 2012/13 - Fecha 23                     | 27/01/2013                | Atlanta                   | 0                         | 0                         | Chacarita                 |
| 131                       | Primera B 2013/14 - Fecha 4                      | 24/08/2013                | Atlanta                   | 0                         | 2                         | Chacarita                 |
| 132                       | Primera B 2013/14 - Fecha 25                     | 22/02/2014                | Chacarita                 | 1                         | 2                         | Atlanta                   |
| 133                       | Primera B Transición 2014 - Zona A - Fecha 2     | 12/08/2014                | Atlanta                   | 1                         | 2                         | Chacarita                 |
| 134                       | Primera B Transición 2014 - Zona A - Fecha 13    | 02/10/2014                | Chacarita                 | 1                         | 0                         | Atlanta                   |
| 135                       | Primera Nacional 2021 - Zona A - Fecha 1         | 16/02/2021                | Chacarita                 | 0                         | 1                         | Atlanta                   |
| 136                       | Primera Nacional 2021 - Zona A - Fecha 18        | 26/07/2021                | Atlanta                   | 0                         | 3                         | Chacarita                 |
| 137                       | Primera Nacional 2022 - Fecha 28                 | 08/08/2022                | Atlanta                   | 1                         | 1                         | Chacarita                 |
| 138                       | Primera Nacional 2023 - Fecha 9                  | 08/04/2023                | Chacarita                 | 1                         | 1                         | Atlanta                   |
| 139                       | Primera Nacional 2023 - Fecha 26                 | 19/08/2023                | Atlanta                   | 0                         | 1                         | Chacarita                 |

## Jugaron con las dos camisetas
| Atlanta | Chacarita |

Listado de futbolistas que han jugado tanto en Chacarita Juniors como en Atlanta.
| - Eduardo Alterio - Pedro Amicone - Edgardo Arasa - Sebastián Astudillo - Roque Avallay - Manuel Benavídez - Osvaldo Biaggio - Horacio Bianchini - Miguel Bianculli - Mario Carballo - Daniel Carnevali - Carlos Carrizo - Claudio Casares - Fernando Cassano - Eugenio Castelucci - Rubén Checchia - Miguel Converti - Jorge Cragno - Osvaldo Damiano - Paulino De Vicente - Alberto De Zorzi - Roberto Dutruel | - Elpidio Elizeche - Sergio Escudero - Enrique Espinosa - Pascual Freytes - José García - Alfredo Gáspari - Fabio Giménez - Daniel Gojmerac - Oscar Pedro Gómez - Juan Antonio Gómez Voglino - Horacio González - Fortunato Grimoldi - Osvaldo Guenzatti - Santiago Iglesias - Rodrigo Llinás - Ariel Macia - Ricardo Maletti - Ángel Mamberto - Luis Marabotto - Claudio Marasco - José María Martínez - Sebastián Matos | - Gustavo Minervino - Guillermo Monteleone - Enrique Montes - Sergio Ozán - Mauro Pajón - Horacio Palmieri - Osvaldo Pereyra - Enrique Perossino - Marcelo Pilo - Juan Carlos Puntorero - Nicolás Ramírez - Rubén Ríos - Claudio Sergio Rodríguez - Sergio Rondina - Horacio Ruiz - Lorenzo Saint-Esteven - Sergio Sánchez - Néstor Sosa - Carlos Spinelli - Armando Stagnaro - Pedro Stochetti - Darío Tessori | - Osvaldo Tornesi - Fabián Ucero - Roberto Vassallo - José Ricardo Vázquez |